# Lucretia Van Horn
Lucretia Blow Le Bourgeois Van Horn (1882-1970) fue una destacada artista estadounidense. Cuando tenía dieciocho años, se matriculó en la Art Students League de Nueva York, donde recibió clases de John Twachtman y George Bridgman. Luego viajó a París en 1902 para continuar sus estudios en la Académie Julian, donde fue la primera mujer en recibir el Concours Julian-Smith en 1904.
A su regreso a Estados Unidos, comenzó a recibir encargos principalmente por sus minuciosas ilustraciones en revistas y libros, como las que dibujó para el libro de poemas de Helen Hay Whitney, titulado Herbs and Apples (1910). En San Antonio, Texas, ayudó a formar la Sociedad de Conversación de San Antonio en 1924. En 1926 conoció a Diego Rivera. Mientras Rivera estaba terminando su proyecto de mural en la Secretaría de Educación en la Ciudad de México, Van Horn se unió a él y a otros artistas en la producción de la obra. Rivera pintó su rostro en uno de los murales del tercer piso del edificio.
Durante cuatro años (1928-1932), ella y su esposo vivieron en Berkeley, California, donde se unió a varias ligas de arte y trabajó con artistas destacados en el Área de la Bahía, incluidos John Emmett Gerrity, David Park y Galka Scheyer, quienes representaron a The Blue Four : Abstractos europeos, Feininger, Kandinsky, Jawlensky y Klee. También se convirtió en miembro de la Asociación de Arte de San Francisco y la Sociedad de Mujeres Artistas, ganó varios premios notables y fue incluida en una importante retrospectiva internacional en la Legión de Honor en San Francisco como una de los treinta y cinco artistas estadounidenses.
Durante un viaje a México en 1926, Van Horn conoció y se hizo amiga de Diego Rivera. Estaba trabajando en un mural para la Secretaría de Educación en la Ciudad de México en ese momento. Durante su estadía en México, Van Horn estuvo muy influenciada por Rivera, lo que provocó una gran transformación en su trabajo. Su tema se convirtió principalmente en mujeres campesinas nativas, representadas en un entorno exterior y mucho más simplificadas que sus obras anteriores.
Regresó a Berkeley en 1941 después de la muerte de su marido. Se puso en contacto con una antigua colega de Berkeley, Marjorie Eaton, que vivía en Palo Alto en el rancho Juana Briones, propiedad de su madre. Allí pasó los últimos veintiocho años de su vida. La vida de Van Horn fue peripatética y a veces difícil. Su madre murió cuando ella tenía tres años y poco después se mudó de la plantación de azúcar de su familia en el río Misisipi a Nueva Orleans. Cuando tenía catorce años, se fue a vivir a Washington D. C. con su tía y su tío, Martha y Herbert Wadsworth, quienes estaban social y políticamente involucrados.
En Washington conoció a Douglas MacArthur, quien se enamoró de ella, como lo demuestra un alijo de cartas que él le escribió recientemente descubierto. Casi al mismo tiempo conoció a su marido, Robert Osborn Van Horn; se casaron en 1908. Van Horn también fue un oficial militar que posteriormente sirvió a las órdenes de MacArthur durante la Primera Guerra Mundial y se retiró como general de brigada en 1940.
Durante sus años de casada, Van Horn vivió en muchos lugares: Cuba, Georgia, Kansas, Texas y California. Ella y su marido tuvieron dos hijas: Margaret nacida en 1909 y Lucretia en 1916. Cuando Margaret contrajo tuberculosis y murió en 1932, Van Horn, devastada por la pérdida, dejó a su familia durante algún tiempo. No está claro adónde fue ni por cuánto tiempo.
La evolución artística de Van Horn pasó por al menos tres fases distintivas. Sus primeras ilustraciones reflejan su atracción por el trabajo de Maxfield Parrish, su trabajo de finales de la década de 1920 y 1930 está inspirado en las imágenes de Diego Rivera, y su trabajo posterior fue influenciado por los abstraccionistas europeos, especialmente su favorito, Paul Klee.